# حکیم علی‌پور

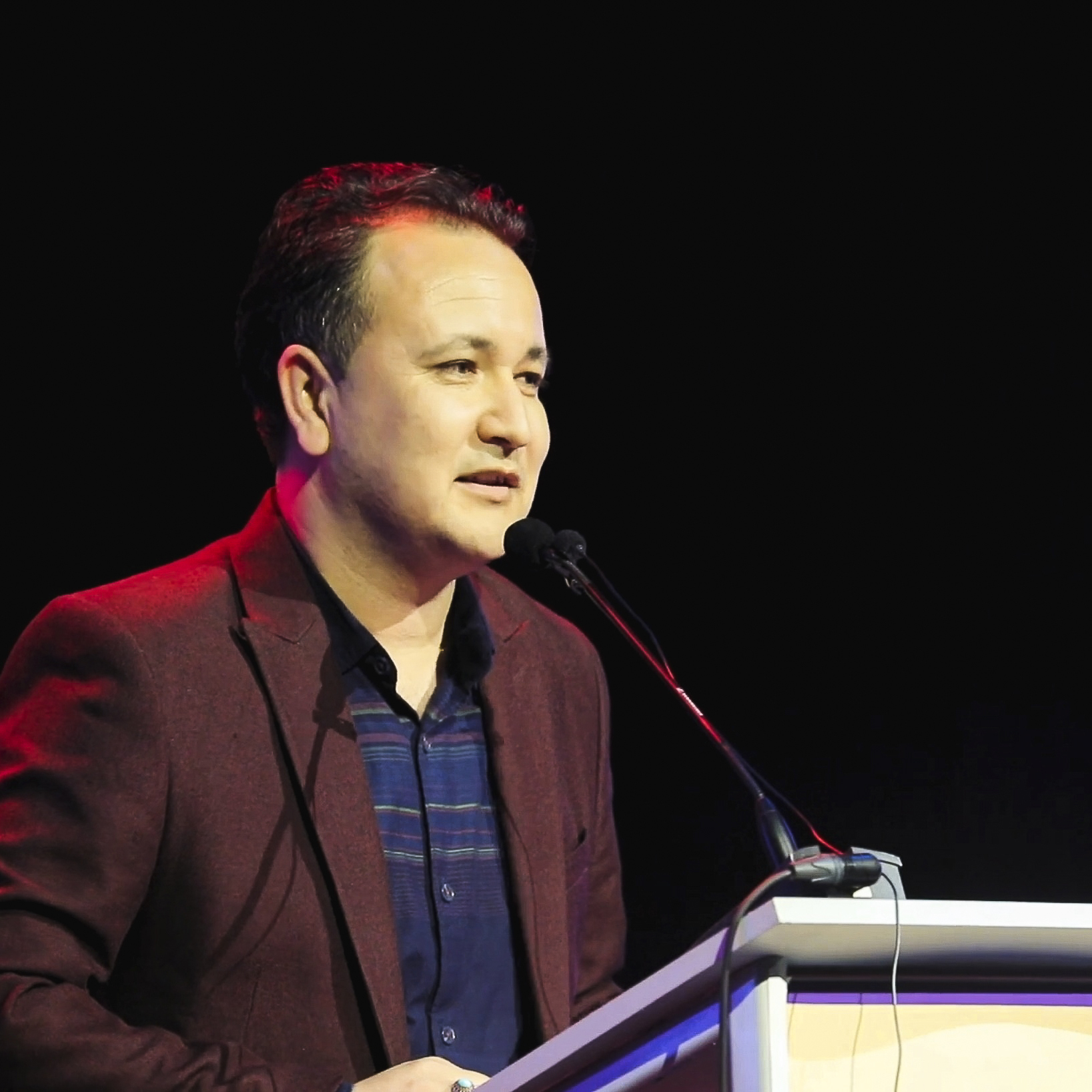

حکیم علی‌پور (زاده‌ی اسفند ۱۳۶۶ خورشیدی، بلخ) شاعر، نویسنده و عکاس افغانستانی است.
او دانش‌آموخته‌ی ادبیات فارسی در دانشگاه بلخ و دانشگاه شهید بهشتی تهران است و به عنوان نویسنده، عکاس، مدرس دانشگاه و کارشناس علوم آموزشی در افغانستان فعالیت کرده است. 

## زندگی‌نامه
حکیم علی‌پور در اسفند ۱۳۶۶ خورشیدی، در استان بلخ افغانستان زاده شد. او  دبیرستان را در مدارس شهر مزارشریف به پایان رساند و در سال ۱۳۸۹ از دانشگاه بلخ مدرک کارشناسی زبان و ادبیات فارسی گرفت. او در رشته‌ی زبان و ادبیات فارسی در تهران ادامه‌ی تحصیل داد و در سال ۱۳۹۶ در این رشته از دانشگاه شهید بهشتی کارشناسی ارشد خود را گرفت. 
حکیم علی‌پور همزمان با ورود به دانشکده‌ی ادبیات دانشگاه بلخ در سال ۱۳۸۶ با شاعران جوان و انجمن نویسندگان بلخ آشنا گردید و از همان زمان به نوشتن شعر و فعالیت ادبی پرداخت. وی در همین سال «حلقه‌ی فرهنگی زلف‌یار» را با جمعی از نویسندگان جوان بلخ پایه‌گذاری کرد و سردبیری ماهنامه‌ی ادبی «ترنم»، ارگان نشراتی «حلقه‌ی فرهنگی زلف یار»، را نیز به عهده داشت. «حلقه‌ی فرهنگی زلف یار» و ماهنامه‌ی «ترنم» در مدت کوتاهی در حوزه‌ی ادبیات افغانستان مطرح شد و به پایگاه شعر جوان بلخ مبدل شد.
نخستین دفتر شعر علی‌پور، «شیطنت»، که بیشترینه شامل غزل و نیز چند شعر آزاد بود، در  سال ۱۳۸۸ توسط «حلقه‌ی فرهنگی زلف یار» منتشر گردید. او معتقد است که با انتشار این کتاب در واقع با دوره‌ی نخستین آفرینش ادبی‌اش خداحافظی کرده است و پس از آن دوره‌ی دیگری را در نوع تفکر ادبی، فُرم و زیبایی‌شناسی شعرش آغاز کرده است. دفتر دوم شعر او «من فقط سیاه نبودم» در سال ۱۳۹۶ توسط انتشارات تاک در کابل منتشر شد. این مجموعه، پیش از آن‌که منتشر گردد، در بخش کتاب‌های چاپ نشده‌ در نهمین دور جایزه‌ی شعر خبرنگاران ایران برنده‌ی جایزه‌ی سوم شد.
شعرها و نوشته‌های حکیم علی‌پور در مجله‌ها، سایت‌ها و مجموعه‌های مشترک زیادی به نشر رسیده و شعرهایی از او به زبان‌های انگلیسی، عربی و سوئدی ترجمه شده است. او به چندین جایزه‌ی ادبی در افغانستان و بیرون از افغانستان نیز دست یافته است. 
حکیم علی‌پور در کنار فعالیت‌های ادبی به عکاسی نیز می‌پردازد. گرایش او در عکاسی بیشترینه عکاسی هنری (Fine-art photography) از چشم‌اندازهای طبیعی و فضاهای شهری است. عکس‌های او از چشم‌اندازهای طبیعی، شهرها و مکان‌های تاریخی و دیدنی افغانستان بسیار شناخته شده است. تا هنوز عکس‌های زیادی از او در روزنامه‌ها و پایگاه‌های اینترنتی مختلف به نشر رسیده است.        
او افزون بر سرایش شعر و عکاسی، در زمینه‌های آموزش شعر، برگزاری نشست‌ها و انجمن‌های ادبی، انتشار نقدها و مقالات در مطبوعات، تألیف و ویرایش کتاب‌هایی در زمینه‌ی زبان و ادبیات فارسی فعالیت کرده است. وی همچنین به عنوان مدرس زبان و ادبیات فارسی با دانشگاه‌های افغانستان و نیز به عنوان کارشناس علوم آموزشی و هماهنگ‌کننده‌ی برنامه‌ با انجمن همکاری‌های بین‌المللی کشور آلمان، برای توسعه و بهبود کیفیت آموزش در وزارت معارف و وزارت تحصیلات عالی افغانستان کار کرده است. 

## آثار
- شیطنت (مجموعه شعر)، حلقه‌ی فرهنگی زلف یار، بلخ:‌ ۱۳۸۸.[۱۱]

- من فقط سیاه نبودم (مجموعه شعر)، انتشارات تاک، کابل:‌ ۱۳۹۶. [۱۲]
- نامه‌های سپید، (گزیده شعرهای عبدالعلی مستغنی)، نشر آمو، تهران، ۱۳۹۸. [۱۳]

شعرهایی از علی‌پور در مجموعه‌های مشترک با شاعران دیگر نیز به نشر رسیده است که برخی از آنها این‌هاست:
- درختی که تکیه داده است (گزیده شعرهای برندگان نهمین دور جایز‌ه‌ی شعر خبرنگاران) [۱۴]
- شاعران امروز (جلد نخست و دوم)[۱۵][۱۶]
- درختان تبعیدی (گزیده‌ی غزل امروز افغانستان)[۱۷]
- پیشینه‌ی تجدد، پیدایش و بالندگی شعر نو در افغانستان

## جایزه‌ها
- جایزه‌ی سوم جشنواره‌ی شعر گل سوری، کابل (۱۳۸۷)
- جایزه‌ی دوم پنجمین دور جشنواره‌ی قند پارسی، تهران (۱۳۸۸)[۱۸]
- جایزه‌ی دوم شعر نو ششمین دور جشنواره‌ی قند پارسی، تهران (۱۳۹۰)[۱۹]
- جایزه‌ی سوم نهمین دور جشنواره‌ی شعر خبرنگاران، تهران (۱۳۹۳)[۲]